# Serranía de Perijá
La serranía de Perijá est la plus septentrionale branche de la cordillère des Andes. Elle marque la frontière entre la Colombie et le Venezuela.